# Herde-Rösten
Herde-Rösten, utgiven första gången 1891 i Minneapolis i Minnesota i USA och är en "samling af kärnfriska och lifliga sånger egnade för väckelse och uppbyggelse samlade af A. Davis." I sitt förord skriver utgivaren Aug. Davis att samlingen innehåller ett urval sånger från den stora allmänningen av gamla sånger. Dessa är svenska eller till svenska översatta engelska psalmsånger. Därtill ingår sånger av Jesu vänners eget hjertas goda fatabur och några nya sånger av Aug. Davis själv. Han har också gjort några omarbetningar i kända sånger der bibelstridiga uttryck funnits.
Samlingen innehåller numrerade 1-620 psalmsånger samt 26, med romerska siffror I-XXVI körsånger. Dock är samlingen, trots den vackra pärmen, satta i hast så att sidor och sånger är i oordning. Psalmerna 1-405 finns till sida 384, följd av sidorna 449- 480 med psalmerna 465-499, som följs av psalmerna 437- 620 finns på sidorna 417-589. Psalmerna 406-436, trettio totalt saknas alltså, då sidorna 385-416 helt saknas i Herde-Rösten. De saknade psalmerna finns inte alls med utan psalmerna 465-499 är med i dubbel uppsättning.
Likt den lutherska och katolska kyrkan används i Missionskyrkan psalmsången för att människor lättare skulle lära sig kyrkans levnadsregler och de grundläggande tio budorden. Till exempel Olaus Petris psalmtext i Swenske songer eller wisor nw på nytt prentade (1536) Källa: Runeberg om de 10 budorden lyder:
Dråp ej med tungo eller knijff
och statt ey epter annans lijff
Lägg bort haat och haff modh
war ock så tinom owen godh
Vilket kan jämföras med psalmtexten i Davis' Herde-Rösten för samma bibliska budord:
Du skall ej dräpa. Vredgat mod.
För Gud till mördare dig gör.
Den, som utgjuter men'skoblod.
hans blod af men'skor gjutas bör.
Källa:Psalm 392 Si, jag är Jehova din Gud i Herde-Rösten.
Innehåll
I innehållsförteckningen anges vid vilka tillfällen, till exempel Benådning, Farväl, Sjelfprövning, de olika psalmerna lämpligen sjungs. Födelse, död och begravning finns inte med, men tolv dopsånger och elva sånger för Troendes hädanfärd. Sångerna i denna förteckning och i boken är inte systematiskt nummerordnade, som i de flesta andra psalmböcker. De olika rubrikerna följer inte med in i sångsamlingen utan registret utgör en alfabetisk gruppering av sångerna så att läsare kan välja efter det aktuella behovet. Ett register finns över första versernas inledningstext tillsammans med innehållsförteckningen. Stavningen här nedan har moderniserats så att Hvad stavas Vad, -fv- blir v och -dt- t och liknande. Endast då betydelsen ändras har den äldre stavningen behållits. Exempel på en sådan förändring är Hvi, som i modern svenska betyder varför, och utan h blir ett pronomen. 
Med * märkta sånger finns ej med i den här använda boken, på grund av bindningsfel, men rubrikerna finns i registret. I andra exemplar av "Herde-Rösten" är de här saknade sidorna inbundna och de i detta exemplar dubblerade saknas.
Då sångerna är förtecknade efter karaktär, så kan de förekomma vid flera tillfällen och anses lämpliga att sjungas vid olika tillfällen.

## Barnaskap
- 147 Jag har kommit hem Finns på Wikisource.
- 166 Sjung, min själ
- 214 Sälla förvissning, Jesus är min
- 229 Lova Herren, min själ Finns på Wikisource.
- 237 O, vilken fröjd och lycka
- 333 Han gläds över bruden med jublande fröjd Finns på Wikisource.
- 360 Fader i himlarne helga ditt namn
- 387 Hör änglakörens fröjdebud
- 521 Jag är barn till en kung
- 587 Gud ske lov, Guds barn jag är

## Barnsånger
- 53 Deruppe ingen död skall vara Finns på Wikisource.
- 54 Min lilla Elin, min dotter snäll Finns på Wikisource.
- 57 Hör hur min herde ropar nu Finns på Wikisource.
- 58 Det var en liten flicka Finns på Wikisource.
- 128 Här med fröjd ännu en gång
- 130 Vi äro väl ringa och svaga och små Finns på Wikisource.
- 131 Jag är ett litet, litet lamm Finns på Wikisource.
- 133 Lyckliga barn, som ha Gud till sin far Finns på Wikisource.
- 134 Jesus har mig, liten kär
- 135 När han kommer, när han kommer Finns på Wikisource.
- 159 Det blir något i himlen Finns på Wikisource.
- 410 Det är så ljuvligt *
- 412 Det växte en blomma *
- 444 I korpungar små Finns på Wikisource.
- 459 Uti dalens famn, vid den lugna hamn
- 537 Vi tåga hem till löftets land
- 538 Jag ser dit upp på korsets stam
- 551 Nu vid Jesu fridsbanér
- 553 Jesus jag givit hjärtat och blivit
- 571 O, jag minns en gång
- 608 Jag har blott två små händer
- 609 Vi läsa i Bibeln de heliga ord Finns på Wikisource.
- 610 Barnaåren hur sälla, glada
- 611 Lilla Klara var en flicka
- 613 Det var en gång en gammal girig man
- 614 Jesus, gode herde led oss Finns på Wikisource.

## Benådning
- 151 Nu har det ingen nöd
- 153 Men varföre gråta? Finns på Wikisource.
- 325 Se, Gud mig frälsat
- 411 Ack, göm mig, min *
- 482 För intet, för intet
- 591 Jag vet ett ord mer värt än guld

## Bön
- 36 Herre! mitt hjärta längtar Finns på Wikisource.
- 49 Jag är din, o Gud
- 97 Gode herde, led och bär oss Finns på Wikisource.
- 120 Tänk en sådan vän som Jesus Finns på Wikisource.
- 126 Jesus, led mig!
- 129 Sabbatsmorgon, hur skön du är Finns på Wikisource.
- 157 O, Helge Ande, sanner Gud
- 178 Salighetsskurar förväntas
- 191 Kom, huldaste förbarmare Finns på Wikisource.
- 192 Klippa, du som brast för mig Finns på Wikisource.
- 277 Jag vet en liten avskild vrå
- 278 Uti morgonstunden beder jag till dig
- 279 Undan vike smärtan
- 280 Kom, kraftens ande, du som tände
- 284 Giv oss än en nådestund
- 337 Gud, jag frågar ej efter varken makt eller guld
- 360 Fader i himlarne helga ditt namn
- 448 Närmare, o Jesus Krist till dig
- 503 Jag är så glad, när jag får gå
- 544 O, Jesus, hjälp mig bliva
- 545 "Närmare Jesus", sjunger jag
- 558 O, Herre min gud dig förbarma
- 564 Ack! af ditt outtömliga förråd Finns på Wikisource.
- 577 Ack Herre Jesus, hör min röst
- 588 Här mången suckar med ängsligt hjärta
- 589 O, käre Fader, böj ned ditt öra
- 590 O Jesus du fröjdar mitt hjärta
- 593 Närmare din sida, dyre Frälsare

## Betraktelse
- 46 Kom nu, Jakob
- 47 Himlens fåglar hava sina nästen
- 91 O store Gud
- 149 Jag såg en stjärna falla
- 223 Från härliga höjder dit Anden Finns på Wikisource.
- 228 På Sions berg der står ett slaktat Lamm Finns på Wikisource.
- 248 Himmelens stad är härlig
- 366 Var duvas röst i lummig lund
- 428 Från en klippa *

## Den helige Ande
- 74 Vi hastar denna skaran, säg
- 77 Helge Ande ljuva
- 157 O, Helge Ande, sanner Gud!
- 190 Helge Ande, du som är
- 580 O Gud! ditt rike ingen ser
- 599 O, kom du Helge nådens And'
- 600 Kom till oss, du himmelska duva

## Dopsånger
- 491 När Petrus, Herrens sändebud
- 492 Gå ut i hela världen
- 493 All makt i himlen
- 494 Så gladeligt jag vandrar till Jordanens flod
- 495 Vi komma att till Jesu död i dop begravna bliva
- 496 På denna stund vi samlats här
- 497 All makt åt mig är given
- 498 O Fader, sänd din Ande neder
- 499 Jesus, du mig förelade
- 500 Käre Jesus, här vi stå
- 501 O Jesus, den, som till din död
- 502 Din för evig tid jag är

## Farväl
- 204 Faren väl, I vänner kära Finns på Wikisource.

## Festsånger
- 59 Till vår fest
- 111 Ett gästabud på Zions berg
- 141 Emanuel, var du vår herde, gäst
- 572 Jesus, Herre kär, kom och biiv oss när

## Frid och sällhet
- 66 Ljuvligt stödd mot Herdebarmen
- 145 O, jag minnes en tid och jag gråter därvid
- 161 Jag nått ett land med korn och vin Kör: O, Beulah land!
- 208 Jag såg en lycklig pilgrim Kör: Snart segerpalmer, ärans kronor
- 212 Se, jag bor nu uppå berget Kör: Är ej här det sköna landet
- 215 Jag har lagt min börda ned Kör: Pris ske Gud! Pris ske Gud! Halleluja!
- 291 Betania, du ljuva hem på jorden
- 295 Dig, Jesus jag älskar Finns på Wikisource.
- 336 O, ljuva frid, som gömmes i mitt hjärta
- 352 Sittande vid Jesu fötter
- 372 Jag så lycklig är, ty min Jesus kär
- 374 Ljuva viloplats vid Jesu hjärta
- 375 Nu himlen glädjes och alla röster
- 376 Herren är nu min del
- 389 Liksom strömmen ifrån källan
- 391 Nu all dimma är försvunnen Finns på Wikisource.
- 394 Jag har en vän så vit och röd Kör: Den kärlek, som tillhör min vän
- 400 Det var en lycklig dag Kör: Se, jag uppgav allt för Jesus
- 413 Lycklig du som...  *
- 419 I min Faders tempel *
- 449 Uti fridens sälla rike Kör: På den andra sidan Jordan
- 473 Från urtidens klippa, långt bortom vår tid Kör: Frid, frid, o Guds frid
- 487 O sällhet stor, som Herren ger Finns på Wikisource.
- 506 Jag har den sällhet funnit
- 513 Den skönaste ros har jag funnit
- 514 Jag har funnit Sarons blomma Kör: Som murgrönan klänger vid muren
- 520 O, vad fröjd den tanken åt mig skänker
- 521 Jag är barn till en kung Kör: Jag är barn, jag är barn
- 525 Var finner man ro under möda och strid?
- 549 O, jag är så lycklig Kör: Nåd, nåd rik outgrundelig
- 560 O, hur lycklig är den, som är Frälsarens vän Finns på Wikisource.
- 583 Min vän är ljuv, min vän är mild
- 584 Jag har inga sorger i världen
- 586 Gode Jesus nu jag vilar Kör: Pris och ära, pris och ära
- 595 Det är solsken över kullen

## Frälsta skaror
- 210 För tronen i himlen stå stora och små Kör: De önska väl icke att de vore här
- 373 Frälsta skaror ovan jordegruset
- 377 Lammets folk och Sions fränder Finns på Wikisource.
- 385 Jag vet ett land långt bortom skyn
- 428 Från en klippa *
- 484 Vilka äro dessa, som vid flodens strand Kör: Ja, igenom porten de gå. Nr 763 i Svenska Missionsförbundets sångbok 1920. Översättning av Tullius Clinton O'Kane's engelska text av Erik Nyström.
- 504 Vem är skaran, som syns glimma

## Fulkomlighet och fullhet
- 329 Lägg ut på djupet, var Mästarens ord
- 408 Varen fullkomliga *
- 604 Guds nåd är ett väldigt och gudomligt hav

## Fåfänglighet
- 531 Man strider käckt i våra da'r

## Guds ord
- 226 Jag vet ett ord
- 353 Försumma ej din Bibel
- 354 Vår Bibel, vår Bibel
- 392 Si, jag är Jehova din Gud
- 453 Hvad är den kraft
- 454 Guds ord är det lefvande vatten som släcker
- 466 Det fins en Gud
- 606 Kring dyra Bibelordet

## Guds trofasthet
- 488 Kom, o själ, till helsokällan
- 547 Gud är trofast! Så ljöd sången
- 582 Då Moses med Guds folk

## Helgelse
- 49 Jag är din, o Gud
- 83 Tag mit lif och gif att så
- 89 Ej räds lilla hjord
- 179 Ack Jesu! Jag längtar att helt blifva din
- 398 Ett stilla barnahjerta
- 399 Men hör du kära Marta, som springer ut och in Finns på Wikisource.
- 528 Helga min själ och sinn'

## Hemlandssånger
Följande psalmtexter har angetts som så kallade Hemlandssånger, vilket är sånger som sjungs för att prisa det lyckliga liv som ska tillkomma de troende efter döden i himmelriket:
- 10 Det finns ett land, där ostörd sällhet njutes
- 22 Var är en kristens fosterbygd
- 69 Här uppå jorden är jag en gäst
- 113 Jerusalem, du helga stad
- 115 Jag har mitt hem i himlens land
- 116 Jag vet ett land ett härligt land Finns på Wikisource.
- 186 Mitt hem är ej på jorden Finns på Wikisource.
- 234 Här uti världen, en främling jag går
- 242 Jag är en gäst och främling Finns på Wikisource.
- 243 Vi få mötas i Eden en gång Finns på Wikisource.
- 272 Mitt älskade Jerusalem
- 286 Var är det hem, var är det land av K. G. S. Finns på Wikisource.
- 324 Jorden oro har och jämmer
- 330 Jag är en gäst på jorden av O. L. B. Finns på Wikisource.
- 355 O, jag vet ett land, där Herren Gud författare ej angiven. Vid nr 729 Sionstoner anges att melodin hämtats ur Stockholms söndagsskolförenings sångbok och texten är författad av Peter Lundén Finns på Wikisource.
- 369 O jag vet ett land långt från sorg och strid författare ej angiven. Vid nr 343 Sionstoner anges att melodin hämtats ur Ahnfelts sånger
- 423 Jerusalem det ...  *
- 463 Jag har i himlen en vän så god Finns på Wikisource.

## Hemlängtan
- 2 Jag längtar hem till fridens land
- 3 O, sälla dag, då jag får bud
- 4 Hemåt jag riktar min håg
- 5 Ack, jag längtar hem
- 8 O, ljuvliga tanke
- 12 Det härliga land i tron jag ser
- 14 O, tänk vilken sällhet det bliver
- 18 O, vad sällhet det skall bilva
- 110 Det finns en stad, skön och präktig
- 172 O, jag vet om ett ljuvligt land
- 188 O, jag vet om en stad av idel ljus
- 235 Hade jag vingar som duvan, jag flög
- 241 Ack, sälla hem, mitt hjärta ser
- 313 Hade jag vingar som duvan, Ville
- 339 När som livets stormar flytt
- 345 Gud vare tack för vad jag fått
- 363 Vi talar om sällhetens land Finns på Wikisource.
- 443 Från Patmos Johannes fick skåda en syn Melodi: nr 223
- 540 Till det strålande land
- 556 O land! du sälla andars land
- 579 Var finner jag vilan så skön
- 598 Till fridens hem, till rätta fadershuset
- 616 Till himlens sköna, sälla land vi gå

## Inbjudning
- 34 Hör Faderns röst i dag, du vilsna lamm Melodi: nr 161
- 68 Det är evangelii bjudning, kom och se
- 70 Kom, o kom! med din syndfulla själ
- 71 Jag minnes en förfluten tid
- 72 Vilket härligt ord ljuder kring vår jord
- 73 Sjung evangelii fröjdesång
- 74 Hvi hastar denna skaran, säg
- 75 Trött av väg vid Sikarsbrunnen
- 105 Hör, ifrån höjden fröjdebud
- 107 Men'ska jag vill dig fråga
- 121 Jag har ett budskap, en hälsning från Jesus
- 136 Skynda till Jesus, Frälsaren kär Finns på Wikisource.
- 139 Kom du som trycks av synd och skuld
- 148 Kära själ, stå upp och kasta bort
- 164 Kom till Jesus, ho som helst
- 169 Nödga dem — de djupast fallna
- 170 Är dig syndabördan svår
- 171 Syndare, hör, du som lider nöd
- 187 Hör, Anden manar på
- 196 Vi vandra till Kanaan med sång och standar
- 199 Var och en som hör
- 205 Till de renas och heligas rike vi tåga Finns på Wikisource.
- 216 Är du tryckt och trött av livets strider
- 260 1/2 Ack själ, du som mot synden kvider
- 273 Hör, nådens budskap ljuder
- 287 Till Jesus kom, just som du är
- 290 Det är dig, som Jesus kallar
- 371 Jesus dig innerligt kallar till sig
- 379 Hör vad under Gud har gjort
- 383 "Kommen alla," ljuder ordet
- 388 Det finns rum i Jesu hjärta
- 426 Jesus nu ropar *
- 442 Stilla, ljuvlig, underbar
- 469 Jag vet en källa, som djup och klar
- 470 Det finns ett hjärta, som för dig ömmar
- 508 Jesu kärleksfamn dig öppen står
- 509 Ett vilset lamm i öde skog
- 542 O, hör på min sång, du som vandrar
- 546 Vad har min Jesus gjort för mig
- 552 Frälsning i Jesus allena
- 561 Hör, din själavän det är
- 562 Hur ljuv är ej Frälsarens stämma
- 567 Till Jesus! till Jesus! så ropar jag glad
- 605 Kom varje själ, som törstar, kom

## Israel
- 264 O trösten, trösten nu mitt folk
- 265 Jehova, din skapare talar
- 266 Det stundar snart - det stora jubelåret
- 269 För Zions skull jag vill ej tiga
- 270 Väktare, när få vi skåda
- 271 Gör porten hög, gör dörren bred Finns på Wikisource.
- 316 Det skall ske vad som står skrivet

## Jesu blod
- 76 Dyra hälsoflod, som här flödar fram 3 v. översatt av N. G. H.
- 78 Här en källa rinner Finns på Wikisource.
- 81 När inför Herren jag böjde mig Finns på Wikisource.
- 88 Har du gått till Jesus att bli ren från synd 4 v.
- 90 O kärleks Gud, vad du gjort väl 7 v. av Aug. Davis
- 132 Hälsokällan flödde 7 v.
- 213 O, nu jag ser den purpurflod 4 v. översatt av Aug. Davis
- 252 Det finns en reningskälla 3 v.
- 407 Guds, vår Faders *
- 420 En reningskälla *
- 421 Ack, Lammets *
- 471 En källa födar djup och klar 5 v.
- 477 Emedan blodet räcker till 7 v.
- 486 Kom, o själ, till hälsokällan 4 v.
- 529 Kom till livets friska källa 3 v.
- 592 Jag vet en port, som öppen står Finns på Wikisource.

## Jesu ledning och efterföljelse
- 67 Han leder mig, vad himmelsk tröst
- 96 Jag har en vän i Jesus
- 98 Hela vägen går han med mig Finns på Wikisource.
- 99 På syndfull jord vår Jesus
- 101 Nere i dalen med min Jesus vill jag gå3 v. bearbetad av Aug. Davis
- 104 Har du mod att följa Jesus
- 127 Lev för Jesus — allting annat Finns på Wikisource.
- 162 Den som blyges för Jesus här} av D. S. S. ur Davids Harpa
- 222 Jesus allena mitt hjärta skall äga Finns på Wikisource.
- 282 Var jag går i skogar, berg och dalar Finns på Wikisource.
- 283 Aldrig ensam under prövotider K. G. S.
- 294 Alltid hemåt går ju färden
- 328 Har du mod att följa Jesus av Lina Sandell
- 335 Med sin kärleksfulla hand
- 405 En vän jag har funnit Finns på Wikisource.
- 510 Frukta icke svaga skara
- 526 Var blomstrar fridens Eden på denna mörka ö
- 527 Du lyckliga folk, som till himmelen vandrar
- 541 Jesus trogna här, som nu tågar framåt av Aug. Davis
- 543 O hur milt ljöd Jesu bjudning
- 548 Väl världen mig hånar, av mången föraktad
- 563 Vad är väl verklig frihet
- 581 Tänk, en sådan trogen vän

## Jesu lidande och död
- 79 En blick på den korsfäste livet dig ger
- 80 Se nu på lammet, se hur det blöder 3 v.
- 82 Till Jesus Krist jag skyndar 4 v.
- 85 Jesus mig älskar, från synd mig frälsar 3 v.
- 103 Lammet kom från himlen ned 4 v. av August Davis
- 163 För mig, för mig han kom till världen 4 v.
- 180 Kommen, bröder, vi nu tåga Finns på Wikisource.
- 184 Jesus på korset har vunnit en gång 3 v. av J. A.
- 185 Ack, se Guds lamm på korsets stam 4 v. bearbetad av Aug. Davis
- 414 Kvalda hjärta *
- 447 O, under bland under, på korste jag ser 5 v. av B. N.
- 475 Se, konungars konung för domstolen står 8 v.
- 476 Min blodige konung på korsträdets stam Finns på Wikisource.
- 478 Det står: Guds Son är död 4 v.
- 479 Stor sak i annat allt 3 v.
- 480 Se, smärtornas man hur betungad han är 4 v.
- 481 O, skulle jag förgäta dig 3 v.
- 515 O, själ, gå fram till Golgata 7 v.
- 570 Framåt på vädjobanan 5 v.

## Jesu makt
- 60 Vi prise och vi love dig 8 v. av F. A. Boltzius
- 72 Vilket härligt ord ljuder kring vår jord 3 v. översatt av N. G. H.
- 95 Den store läkaren är här Finns på Wikisource.
- 275 Det är ett fast ord och i all måtto 7 v. av Joël Blomqvist
- 393 Säg vem är han, som i sin hemlands dalar 5 v. av Emil Gustafson bearbetad av Aug. Davis.
- 424 Vem är den man *
- 441 Hör hur himlens sånger skalla 4 v.
- 539 Bjud frid över jorden, min konung och Gud 3 v.

## Jesu namn
- 245 Jag vet ett namn så dyrt och kärt Finns på Wikisource.
- 395 Hur ljuvligt klingar Jesu namn Finns på Wikisource.
- 468 O Jesus, ditt namn är ett fäste i nöden
- 568 Jesus är det namn, som bringar

## Jesu återkomst
- 13 Snart randas en dag så härlig och stor 4 v. av Andrew L Skoog
- 19 Se på fikonträder 4 v. av Aug. Davis
- 20 Snart skall Jesus komma 5 v.
- 21 Kom, du morgonstjärna klara 5 v.
- 25 När uppå vita hästar härskarorna tåga 5 v. av F. O. Olson och Aug. Davis. Uppenbarelseboken 16:16 Uppenbarelseboken 19:11-14
- 108 Jag för konungen skall stå 3 v.
- 146 O, den ljusa, gyllne morgon 4 v.
- 152 Tänk, när dimman har försvunnit 3 v.
- 154 Jag vet att min förlossar' lever 4 v. översatt av N. G. H.
- 156 Vid basunens ljud Finns på Wikisource.
- 158 Jesus skall komma, vad tröstefullt ord 4 v. av N. G. H. något ändrad av Aug Davis
- 160 När Jesus skall folket församla 5 v.
- 181 Snart skall Herren Jesus komma 3 v. av Aug. Davis
- 182 O, den stora dagen kommer 3 v. översatt av N. G. H.
- 319 Din konung han kommer i skinande skrud 5 v. av E. O. Olsson bearbetad av Aug. Davis
- 351 Ifrån bergets höjd vi skåda 4 v.
- 462 Se, Jesus kommer snart i härlighet och makt 7 v.
- 490 Hör väktar'n med det fast hopp 6 v.
- 536 Snart kommer vår Jesus 6 v. bearbetad av Aug. Davis

## Jesus, öfverste prest
- 472 Vi hava i himlen en överstepräst
- 507 Har du hört om under-barnet

## Jul-sånger
Psalmerna nr 430-436 saknas på grund av fel i inbindningen där sidorna 385-448 saknas i nummerordningen, men sidorna 417-448 återfinns efter sidan 480. Således saknas bara sidorna 385-416. De finns i registret med ofullständig första strof. I det exemplar som finns vid Augustana College Library finns däremot sidorna 155-157 inbundna i dubbel uppsättning, vilket motsvarar psalmsångerna med samma nummer.
- 92 Pris ske Gud vår Far, uti himlens höjd
- 93 Herren av himlen är kommen till jorden Finns på Wikisource.
- 94 Var hälsad, sköna morgonstund Finns på Wikisource.
- 430 I tidens fullbordan *
- 432 Nu sjunges det *
- 433 O glädje och*
- 434 När juldagsmorgon glimmar Finns på Wikisource. *
- 435 Skönt är att skåda *
- 436 O du saliga, o du heliga Finns på Wikisource. *
- 437 Ett barn är oss givet idag Finns på Wikisource.

## Kors och lidande
- 402 Om blott korsets tyngd dig närmre tränger Melodi: Nr 267

## Kärlek
- 401 Om jag än kunde med änglatunga Melodi: Nr 275
- 429 O du nådens *
- 472 Vi hava i himlen en överstepräst
- 485 Vad är det som gör att detta hjärta brinner
- 557 O land! du sälla andars land
- 576 O, vilken fröjd! En vän jag har

## Lof och tacksägelse
- 6 Sjung av fröjd, du Kridsti brud
- 7 Må världen beljuga, fördöma och klandra Finns på Wikisource.
- 39 O broder, syns vägen dig ödlig och lång
- 40 Jesus, ditt namn vill jag prisa
- 41 O, att med tusen tungors ljud av Aug. Davis Finns på Wikisource.
- 42 O, att med tusen tungors ljud av John Wesley Finns på Wikisource.
- 55 I Biben finnes en vallfärdssång
- 56 Glad i mitt sinn sjunga jag vill Finns på Wikisource.
- 114 Lyssnen, båd' gamla och unga!
- 117 Jag vill sjunga, om min frälsning Gud
- 138 Ring i himlens klockor Finns på Wikisource.
- 142 Nu har jag saken fattat
- 143 Borta är synd, och mörker, kamp och strid
- 165 O, jag vill sjunga om Jesus
- 167 Jag vill sjunga, ljuva orden
- 173 En sång jag nu sjunga vill
- 174 Lofven Gud med glädjesång Finns på Wikisource.
- 175 O, jag har en vän, som älskar mig
- 189 Pris Gud, i makt och kärlek stor
- 209 Jag är frälst! Mig Herren frälsat
- 211 Kom, låtom oss på barnavis
- 231 Kom, låtom oss förenas här
- 238 Framåt, det går igenom Finns på Wikisource.
- 239 Till Gittit vill jag sjunga som fordom Korahs barn
- 240 Snart skall bröllop firas i vår Faders hus
- 257 Upp min själ att Herren lova
- 261 Hela världen fröjdas Herran
- 276 Hav tack, käre Jesus, för ordet vi fått ?= Hav tack, käre Jesus, för ordet vi hört
- 320 Det finns en ros så älskelig
- 321 Nu vill jag lova Herren min Gud
- 326 Mitt hjärta är redo, jag herren vill bringa
- 331 Vid levande källan jag vilar med förnöjd
- 332 Du tonernas Konung, mönstragåvornas mängd
- 333 Han gläds över bruden med jublande fröjd Finns på Wikisource.
- 345 Gud vare tack för vad jag fått
- 348 Min Fader är rik på gårdar och land
- 357 Hell! Jesus utav Jerusalem
- 358 Kom, sjung med dem som Herren se
- 362 Kommen, låtom oss med glädje sjunga
- 396 Halleluja! Lovsjungen Gud
- 416 Om Jesus vill jag *
- 464 O tänk en gång, när ändtligt slut är striden
- 530 O Gud, min Gud, jag prisar dig
- 532 Nu till Jesu pris jag vill uppstämma
- 550 Nu kan jag tacka Gud
- 569 Med röst och hjärta sjung
- 585 Stäm upp en lovsång till vår Gud
- 615 Aldrig tröttas vi att sjunga nådens ljuva sång
- 617 Jag är frälst och därför kan mitt hjärta sjunga
- 620 Jesus, mitt hjärta redo är att lova dig

## Missionssånger
- 51 Nu från Kinas mörka länder höres ljuda 5 v.
- 52 I Kina var månad dör en million 4 v.
- 61 Stå upp, stå upp för Jesus Finns på Wikisource.
- 62 Re'n bådar morgonstjernan 4 v.
- 118 Till verksamhet! för Kristi skull 7 v.
- 119 Du sädens Herre, store Gud 8 v.
- 183 Vak upp! vak upp! Hör Mästaren nu kallar dig! 4 v.
- 224 Härligt nu skallar frälsningens bud 6 v. bearbetad av William Skooglund
- 298 Som vi så, vi skörda få 3 v.
- 310 Till polens kalla gränser Finns på Wikisource.
- 311 Långt bort, långt bort i hedendomens mörker 4 v.
- 368 Vill du gå med till himlen, så låt oss följas åt 7 v.
- 386 Det var en gång en negerslav, som älskad' Frälsaren 10 v.
- 445 I haven fått för intet, I skolen ock igen 6 v. Melodi: nr 61 Stå upp, stå upp för Jesus
- 467 Lik en not Guds rike är 3 v.
- 566 Om än i en liten vrå Gud behöver mig 5 v. Nicholas L. Ridderhof

## Morgon- och aftonsånger
- 48 I ensamhet jag satte mig en kväll 6 v. av O. Running
- 50 När klart i väster solen sänkte sig 4 v. an Aug. Davis
- 230 I aftonens timma, när solen sig sänker 3 v.
- 364 Skogens tusen fåglar sjunga 3 v.
- 603 Morgon mellan fjällen Finns på Wikisource.

## Nattvards-sånger
- 86 Glädjens i Herren!
- 87 Ack, saliga stunder, som Herren oss ger
- 458 Jesus, min Frälsare, kom ifrån höjd

## Nyårs-sång
- 177 Gott, nytt år, du lilla skara
- 397 Gott, nytt år, du frälsta skara Melodi som till nr 177
- 438 Tiden ilar rastlöst framåt

## Omvändelse
- 218 Hör o själ, som vandrar fjärran från din Gud 4 v. (varav de bägge sista har nr 3 och ingen 4.) Av Aug. Davis
- 219 Du är fallen, är nog sant, men tro igen 4 v.
- 220 Vänd om, o syndare, vänd om 4 v.
- 221 Kom vandrare tillbaka, kom 4 v.
- 224 Härligt nu skallar frälsningens bud 6 v. bearbetad av William Skooglund
- 380 En kväll jag satt och blicken sänkte 9 v. av Nils Frykman
- 384 Hör, fridsbasunen ljuder: nu ingått jubelår 4 v.

## Pilgrimssånger
- 37 Jag är en gäst och en främling på jorden
- 102 Jag är en kristen pilgrim
- 489 Med snabba steg Guds pilgrim går Finns på Wikisource. ?= Med snabba steg soldaten går
- 512 Från jorden jag blickar mot himmelen opp
- 523 I aftonens skymning, i skuggornas dal
- 559 Jag är en främling, jag är en pilgrim
- 601 När Herren huldt på Sions fångar tänker
- 602 Jag är en pilgrim och en främling vorden

## Påsk- och Pingst
- 122 Kristus är uppstånden, fröjda dig, min själ
- 123 Jesus är uppstånden av Aug. Davis
- 124 Jesus lever, Jesus lever
- 125 Kristus lever, Kristus lever bearbetade av Aug. Davis
- 349 Uppstånden är du ur mörka graven
- 361 Pris vare Gud i höjden av S. G. L.

## På hemfärden
- 16 O fält så grönt, o strand så skön! 5 v.
- 17 Syskon vi äro här i främmande land 7 v. av O. Running
- 24 Fröjdefullt, fröjdefullt hemåt vi dra 5 v.
- 31 Nu äro vi på resa hem 6 v.
- 140 Hemåt vi vandra, på vägen som leder 9 v. av L. N—d Aug. Davis
- 198 Till fridens hem, Jerusalem 4 v.
- 200 Bliv uti Jesus, annan hjälp du ej får 3 v.
- 201 Hemåt jag ilar, o! hur lycklig jag är 5 v.
- 233 Jag slipper i främmande landet mer vara 7 v. Finns på Wikisource.
- 244 Jag har nu himlen som mål för min stig 3 v.
- 322 Jag är en främling här, hemåt färden bär
- 323 Framåt, uppåt, glade pilgrim 3 v. av Nicholas L. Ridderhof bearbetad av Aug. Davis
- 344 Jag är ung, jag är glad, och vill skynda åstad 3v.
- 356 Land i sikte! Fält och ängar 4 v.
- 367 Vad det blir ott att landa 3 v.
- 368 Vill du gå med till himlen 7 v.
- 370 Hur ljuvligt mången gång4 v.
- 381 O, hur saligt att få vandra Finns på Wikisource.
- 404 Jag är en ropandes röst i öknen 8 v.
- 406 Det betyder föga *
- 431 Min harpa jag *
- 446 Här har nu icke jag någon varaktig stad 7 v. av O. F. Olsson
- 465 Efter slutat värv på jorden 5 v.
- 533 Nu skyndar jag framåt emot hemmet i höjd 6 v.
- 578 Det fröjdas mitt hjärta på färden 4 v. av Nicholas L. Ridderhof

## Samlings-sånger
- 129 Sabbatsdag, hur skön du är 6 v. Finns på Wikisource.
- 194 Herre, samla oss nu alla Finns på Wikisource.
- 275 Det är ett fast ord 7 v. av Joël Blomqvist Finns på Wikisource.
- 451 Med Gud och hans vänskap Finns på Wikisource.
- 452 Ack saliga stunder 6 v. av Oscar Ahnfelt
- 456 Här samlas vi omkring ditt ord
- 597 Sabbatsklockans toner ljuda 3 v.

## Sjelfpröfning
- 43 Skall du komma till det rum, Jesus dig berett 6 v.
- 44 Människofruktans dödliga snaror 6 v.
- 168 Lever du det nya livet 6 v. av Lina Sandell
- 337 Gud, jag frågar ej efter varken makt eller guld 3 v.
- 417 Ofta i kvällens *
- 518 Hvart går du 4 v.
- 555 Jag frågar ej, om du är en 7 v.
- 583 Min vän är ljuv, min vän är mild 6 v. av Vitalis

## Strid och seger
- 26 Hjälten har segrat 5 v. av Aug. Davis
- 27 Strid för sanningen 3 v.
- 28 Kring fanan nu samlas båd' stora och små 5 v.
- 29 Stridsman är jag; ära väntar 4 v.
- 30 Jag är stridsman som för krig 4 v.
- 100 Se vi tåga fram med sköld och med banér Finns på Wikisource.
- 148 Kära själ stå upp och kasta bort 5 v.
- 202 Upp kamrater, se banéret fladdrande framgår! 4 v.
- 206 Upp kämpar, framåt som en man 8 v. bearbetad av Aug. Davis
- 207 Bröder och systrar 9 v. Finns på Wikisource.
- 217 Min Jesus på korset i döden gav sig 4 v.
- 250 Om i striden trötthet når ditt hjärta 6 v. omarbetad av William Skooglund
- 280 Kom, kraftens ande, du som tände 5 v. av N. J. R.
- 288 Satt i Rom en fånge bunden 6 v. av J. G.
- 306 Gå framåt, Kristi stridsmän 4v.
- 327 I Kristi stridsmän tågen med mod i striden ut 5 v. av Eric Bergquist
- 346 Upp, framåt till strid, du Guds utvalda här 3 v.
- 403 Till oss nu Jesus säger 4 v. (nr 3 och 4 förväxlade i nummerordningen) bearbetad av Aug. Davis
- 484 Vilka äro dessa, som vid flodens strand 5 v.
- 519 O, jag är så säll i dag 8 v. bearbetad av Aug. Davis
- 524 Gå i Herrens fruktan på din pilgrimsstig 3 v.
- 594 Har du mod när vilda vågor brusar 4 v. av Nicholas L. Ridderhof
- 607 Bryt fram med mod i striden Guds kämpaskara än 6 v.

## Tidens korthet
- 38 Tiden försvinner så snabb som en dröm Finns på Wikisource.
- 151 Nu har det ingen nöd; Jesus är min! 6 v. (original Fade, fade, each earthly joy, Jesus is mine! av Catherine Jane Bonar i en översättning av Clara Ahnfelt Nu är min träldom slut) Finns på Wikisource.
- 225 Blott en kort liten tid och jag ilar 5 v. av William Skooglund Finns på Wikisource.
- 246 En liten tid och striden snart ska sluta 4 v.
- 251 Vår tid är kort på jorden: Herrens dag är när4 v. som anges vara en svensk folkmelodi

## Tidens tecken
- 35 Himlen mulnar mörka skyar draga
- 262 Vak upp! Kära själ, ty se, konungars Konung

## Tro och hopp
- 64 Vi äro nu saliga genom Guds nåd alternativt Ja, snart kommer Jesus i himmelens sky. 4 verser varav två är numrerade 1. Bearbetning av Aug. Davis
- 84 Se på Jesus, o, se och lev Översättning av N. G. H.. Bearbetad av Aug. Davis 4 v.
- 247 Jag fröjdas när jag tänker på 5 v. av Carl Lundgren
- 338 Mitt hopp av annan grund ej vet 3 v.
- 409 Jag har fått det allt *
- 505 Herre, min Gud, jag hoppas på dig 3 v.

## Troendes hädanfärd
- 38 Tiden försvinner så snabb som en dröm Finns på Wikisource.
- 65 Broder sov i ostörd ro alt. Syster sov i ostörd ro 5 v. av Joël Blomqvist
- 106 Jag vet ej hur snart Gud mig kallar till sig 4 v. av N. G. H.
- 109 Skola vi väl alla mötas Finns på Wikisource.
- 137 Till det härliga land ovan skyn Finns på Wikisource.
- 203 De samlas nu hem 4 v. av Mary Leslie översatt av Andrew L Skoog
- 341 Jag skall sova, men ej evigt 3 v.
- 342 Där en falnad ros skall blomma 5 v.
- 343 Har du sett hur träden fälla 3 v.
- 387 Hör änglahärens fröjdebud 3v
- 522 I Kristus har jag livet 7 v.

## Trygghet
- 45 Tryggare kan ingen vara Finns på Wikisource.
- 63 Hjertans Jesus, i ditt hjerta Finns på Wikisource.
- 144 Hur län ivets stormar rasa
- 150 Ett banér så skönt har Gud, vår Konung, gett
- 155 Vår fasta klippa Herren är
- 193 Guds namn är ett fäste i nöden
- 227 Så frukta dig icke, du väntande brud Finns på Wikisource.
- 281 Vak upp, min själ, med glädje sjung
- 285 Hos Jesus finner själen ro
- 296 Hur stormarne rasa och böljorna slå
- 312 Jesus, låt din rädda duva
- 315 Nu ha fågeln funnit näste
- 415 Jag bär min synd *
- 422 För mig till den *
- 511 Min Herde kär nu Herren är
- 534 Hjärtligen kär har jag Herren min styrka
- 565 O, jag känner en vrå 5 v. av Nicholas L. Ridderhof
- 573 Tack o Jesus kär, för ditt ord, som lär
- 618 Jag är så trygg ty Jesus han min gode herde är
- 619 Klippan står fast

## Tröst och uppmuntran
- 1 Trösta min själ uppå Herren
- 11 Snart hemma hos herren
- 15 Blicka upp, blicka upp, till din Frälsare kär
- 23 När vårt verk har tagit slut
- 112 Ack saliga hem hos vår Gud Finns på Wikisource.
- 195 Ingen omsorg, ingen omsorg, vare det min sång
- 232 O, fröjden er därav I Jesu vänner Finns på Wikisource.
- 236 Blott en dag, ett ögonblick i sänder Finns på Wikisource.
- 249 Tänk när en gång den dimma är försvunnen Finns på Wikisource.
- 255 Ur stormarne ser jag en avlägsen hamn
- 256 Samme Jesus, samme Jesus
- 258 Om dagen vid mitt arbete Finns på Wikisource.
- 263 Stån upp, käre syskon, och låtom oss bringa
- 267 Jag visst icke borde gå och sörja
- 268 Si vi gå uppåt till Jerusalem
- 274 Är det sant att Jesus är min Broder Finns på Wikisource.
- 305 Sant, att fallet överväger
- 314 Ack salig, ack salig den själen som tror
- 317 Uti himlens lljusa soner
- 318 Håll dig till klippan, dyrköpta själ
- 334 Här i jordens dalar kval och smärta bo
- 347 Önskar du nåd, förlåtelse, tröst
- 382 Varje stund vid Jesu bröst
- 390 O, kasta din omsorg på Herren, min broder
- 427 Jag har en vän *
- 439 Se uppåt! ack, sänk ej blicken neder
- 450 Ängsliga hjärta, upp ur din dvala Finns på Wikisource.
- 455 Hur ljuvt att betänka
- 457 Nu evigt väl
- 461 Se, en tillflyktsort är urtidernas Gud
- 535 När natten försvinner från skuggornas land
- 574 Ja, jag vet en gång, då ej jordisk sång
- 575 Så hav nu, själ, ett fröjdfullt mod Finns på Wikisource.

## Verksamhet
- 32 Hören på! Vem vill gå
- 33 Jag vill ut, jag vill ut, innan dagen är slut Finns på Wikisource.
- 289 Om med strålglans liksom solen
- 297 I skördemän på fältet
- 298 Som vi så, vi skörda få
- 299 Hör mästarens kallande stämma
- 300 Så din säd var morgon
- 301 Se det vitnande fältet som väntande står
- 302 Skördetiden är när
- 303 Gå i Herrens vingård, käre broder
- 304 Gå i dag i min vingård
- 307 Verken nu Herrens verk
- 308 Du, som mottagit för intet av Herran
- 309 Verka, ty natten kommer
- 350 Fort, skynden alla, stora, små Finns på Wikisource.

## Vårsång
- 365 Solen sina purpurdroppar

## Väckelse
- 9 Kära själ, du som tror på din Herre och Gud
- 43 Skall du komma till det rum
- 197 Nästan en kristen Finns på Wikisource.
- 253 O, du som ännu i synden drömmer
- 254 Var är du? Var är du?
- 259 Ack visste du, som nu dig måste böja Finns på Wikisource.
- 260 Du, som din skatt på jorden äger
- 293 Tänk om Gud ej mer dig kallar
- 340 Skulle ropet plötsligt ljuda
- 359 Skynda, skynda och tag
- 425 Du skall lyda Jesus *
- 440 I den sena midnattsstunden
- 460 O mänska, besinna, att tiden är kort
- 554 O, öppna ditt hjärta för Herren
- 596 Förgäves ropar den redan dömde

## Körsånger I-XXIV
- I Jesus, du som dog för mig
- II Klippa, du som brast för mig Finns på Wikisource.
- III O, skördemän på vita fälten
- IV Uppsök de fallna
- V Herren Jesus är min herde
- VI Det finns ett land, så underbart
- VII Vi nu vänta vid floden
- VIII Den kärlek Jesus bar till mig
- IX Si, jag står för dörren och klappar
- X O, strålande krona som väntar mig der
- XI Den rättfärdiga skola ständigt blomstra
- XII Vak upp! Hör väkten bjuder
- XIII Klara källa, du som porlar
- XIV Utav Anden lyft ifrån jorden en gång
- XV Gläd dig, o folk!
- XVI Många själar nu drivas med vågens lopp
- XVII Framåt lilla kämpahär!
- XVIII Ack, säg mig, vad menar denna bjudning
- XIX Lycksalig med Jesus
- XX Ring i himlens klockor Finns på Wikisource.
- XXI Hemåt, hemåt, över berg och dal det går
- XXII Upp till strid du Herrens kämpe
- XXIII Hell dig, julhögtid
- XXIV Betseda har änglabesöket undfått

## Författare, tonsättare och inlånade texter i Herde-Rösten
I flertalet fall är författarens namn inte angivet, med undantag då Aug. Davis själv skrivit eller bearbetat texten. Han anger då tydligt att han har copyright till dessa sånger. Bland författarna som presenteras med namn eller signatur finns E. G-n., Emil Gustafsons signatur, vid sång nr. 7 "Salige ären I." 
Må verlden beljuga, fördöma och klandra.
En doftande lilja i törnens famn.
Gud frälsar oss härligt.
Till Sion vi vandra.
Må verlden som orent förkasta vårt namn.
Denna rubrik eller inledningstext finns inte med i Emil Gustafsons egen psalmbok Hjärtesånger 1895 för enskild och allmän uppbyggelse. Samma förhållande råder för psalm 391 Nu all dimma är försvunnen som bearbetats av Aug. Davis
- Oscar Ahnfelt uppges som författare till flera psalmer både med initialer O. A. eller O. Ahnfelt eller med hela namnet som i psalm nr. 249 Tänk när en gång den dimma är försvunnen.
- Eric Bergquists kända signatur ERIC anges som författare många texter. Bland annat till nr 227 Så frukta dig icke, du väntande brud, nr. 240 Snart skall bröllop firas i vår Faders hus, nr. 327 I Kristi stridsmän tågen med mod och nr. 333 Han gläds över bruden med jublande fröjd.
- Joël Blomqvist anges som författare till sång nr. 65 Broder sof i ostörd ro alternativt Syster sof i ostörd ro under rubriken "Vid en troendes graf". Ofta med initialerna J. B. angiven som författare till psalm 260 Ack själ, du som mot synden qvider.
- Carl Boberg med den kända signaturen C. B-G eller C. B-g representeras bland annat med sång nr 390 O, kasta din omsorg på Herren
- F. A. Boltzius har författat texten till nr 60 Pris för Guds stora under.
- Nils Frykman, N. Frykman har signaturen N. F. och är representerad med sångerna nr 56 Glad i mitt sinn jag sjunga vill, nr 186. Mitt hem är ej på jorden. I nr 380 En qväll jag satt och blicken sänkte står N. F. noterad för fem till sex av de 9 verserna, medan R. anges för en eventuellt två verser medan för en eventuellt tre verser anges Okänd. Signaturerna finns vid fyra av de nio verserna och det kan inte avgöras om till exempel bara dessa verser eller flera är signerade. R. kan möjligen vara den ofta förekommande Nicholas L. Ridderhof
- Chr. Holm författade texten till psalm nr. 316 Det skall ske hvad som står skrifvet, vilken bearbetades av Aug. Davis.
- J. E. Nelson författade texten till psalm nr. 317 Uti himlens ljusa soner med den mer kända refrängen Ja, vi skola alla mötas
- E. O. Olssons psalm nr 319 Din konung han kommer och nr 321 Nu vill jag lofva Herren min Gud.
- Otto Alfred Ottander vars signatur O. A. O. finns bland annat vid nr 318 Håll dig till klippan finns också som nr 347 Håll dig vid klippan i Svenska Missionsförbundets sångbok 1920. Här i Herde-Rösten används 'vid' i rubriken och 'till' som första radens text.
- Nicholas L. Ridderhof kan möjligen stå för signaturen R. liksom signaturen N. L. R. är angivet vid många psalmer, men är utskrivet vid andra sånger med eller utan copyright.
- Anders Carl Rutström, A. C. Rutström har författat texten till nr. 63 Hjärtans Jesus och nr. 377 Lammets folk och Sions fränder.
- Lina Sandells texter presenteras nästan genomgående med signaturen L. S. och är rikligt representerad.Till exempel sångerna nr 53 Lilla svarta Sara, nr 168 Lever du det nya lifvet och nr 328 Har du mod att följa Jesus.
- C. A. Sandvall har författat nr 611 Lilla Klara.
- Andrew L Skoog A. L. Skoog, har författat nr 13 "Jesu Krist dag", som inleds Snart randas en dag så härlig och stor och Aug. Davis harCopyright. By perm. I psalm 203 anges A. L. S. som översättare av Mary Leslies text.
- William Skooglund, W-m Skoglund, har bearbetat texten till nr. 224 Härligt nu skallar frälsningens bud och nr. 225 Blott en kort liten tid och jag ilar.

- Ofta anges nästan hela namn som till exempel O. Running, som i psalm nr. 48 I ensamhet med Gud anges publicerad med tillåtelse och därefter har Aug. Davis copyright från 1892.
- Carl Lundgren anges med C. Lundgren som författare till texten till nr. 247 Jag fröjdas när jag tänker på.
- M. M. Wells, Marcus Morris Wells, står för antingen melodin eller texten till psalm nr 190 Helge Ande, du som är

- Var hälsad, sköna morgonstund är ett av många exempel på psalmtext i Herde-Rösten utan författare.

## Signaturer
Ofta står signaturer, som inte närmare förklaras, men som skrivs ut helt eller delvis i andra psalmer. Olika exempel är:
- D. S. S. vars psalm nr. 163 Den som blyges för Jesus här under rubriken "Uppmuntran till bekännelse", anges vara publicerad ur Davids Harpa By. perm. medan psalm 301 av samma författare är utan 'permission'.
- J. A. i psalm nr. 184 Jesus på korset har vunnit en gång
- J. G.
- J. M. L. = Johan Mikael Lindblad
- J. F. S.
- J. R. ev. J. P. eller J. B.
- K. G. S.
- S. G. L. nr 360 Fadern i himlarne helga ditt namn och pingstpsalmen nr 361 Pris vare Gud i höjden.
- L. N-d. anges som författare till Hemåt vi vandra psalm nr 140 med Aug. Davis som copyrightinnehavare.
- N. G. H. anges blandat som författare och översättare. För psalm 165 O, jag vill sjunga om Jesus anges Redeeming Love, som ursprungskälla för översättningen. Signaturen kan stå för organisten Nils Georg Holm.
- O. L. B. Jag är en gäst på jorden nr. 330.

### Fotnoter
1. ↑  ”Herde-rösten” (på engelska). Worldcat. 18 mars 1891. https://www.worldcat.org/title/herde-rosten-en-samling-af-karnfriska-och-lifliga-sanger-egnade-for-vackelse-och-uppbyggelse/oclc/709431921&referer=brief_results. Läst 17 oktober 2017.